# Таранушенко Стефан Андрійович
Стефа́н Андрі́йович Тарану́шенко  (21 грудня 1889, Лебедин — 13 жовтня 1976, Київ) — український радянський мистецтвознавець, знавець української архітектури, музейник, дослідник української старовини, організатор та учасник пам'яткоохоронного руху; професор з 1924 року, доктор мистецтвознавства; член Спілки художників України.

## Біографія
Народився 9 [21] грудня 1889 року у місті Лебедині (тепер Сумська область, Україна) в сім'ї дрібного торговця. Три роки навчався в народному та чотири роки в міському училищах Лебедина, згодом в 4—7 класах Охтирської гімназії. У 1910—1916 роках продовжив освіту на словесному відділенні історико-філологічного факультету Харківського університету (викладачі Федір Шміт, Дмитро Багалій, Микола Сумцов). Закінчив навчання з дипломом першого ступеня. За дипломну роботу — «Іконографія українських іконописців», отримав золоту медаль.
З 1916 року — асистент кафедри теорії та історії мистецтва Музею красних мистецтв та старожитностей Харківського університету, з 1917 року — викладач Харківського університету та Академії теоретичних знань. Протягом 1918—1919 років вів міжповітові лекційні курси в Лебедині та Охтирці, доцент Полтавського історико-філологічного факультету (після його реорганізації в Український інститут громадських наук — ад'юнкт-професор). 1918 року організував у Лебедині першу виставку української старовини.
Брав участь у засіданнях Українського наукового товариства в Києві у 1918 році. У лютому—березні 1919 року — завідувач архітектурно-монументальної секції Всеукраїнського комітету охорони пам'яток мистецтв і старовини, із березня 1919 року — голова Харківського губернського комітету охорони пам'яток мистецтв і старовини. У 1920—1921 роках — завідувач архітектурно-монументальної секції Всеукраїнського комітету охорони пам'яток мистецтв і старовини та Харківського губернського комітету охорони пам'яток мистецтв і старовини.
Одночасно впродовж 1920—1933 років — директор Музею українського мистецтва у Харкові, з 1922 по 1924 рік — науковий співробітник Науково-дослідної кафедри історії української культури. 1924 року захистив докторську дисертацію і очолив сектор мистецтв, обраний дійсним членом Кафедри мистецтвознавства. Впродовж 1924—1929 років — професор Харківського художнього інституту. Із 1926 року — харківський крайовий інспектор охорони пам'яток культури та природи, із 1929 року — дійсний член Українського комітету охорони пам'ятників культури. З 1929 року був редактором перших випусків із серії «Українське малярство» у видавництві «Рух».
Восени 1933 року був заарештований у сфабрикованій справі. Його та близько 20 інших музейників звинуватили в участі у «російсько-українському фашистському блоці». 24 лютого 1934 року був засуджений на п'ять років, позбавлений звання й наукового ступеня. Покарання відбував у районі Чити, де рік рахували за два, тому вже у вересні 1936 року його звільнили. Не діставши дозволу на повернення в Україну, з 1937 року працював викладачем філії Пермського індустріального робітничого факультету в Мотовілісі (нині у складі Пермі). Впродовж 1938—1950 років — науковий співробітник Курської картинної галереї, впродовж 1950—1953 років — Астраханської картинної галереї. З 1953 по 1963 рік — співробітник Академії архітектури Української РСР у Києві. Реабілітований 5 вересня 1958 року. 1963 року вийшов на пенсію.
Жив у Києві, в будинку на Діловій вулиці № 6, квартира 27. Помер у Києві 13 жовтня 1976 року. Похований в Києві на Байковому кладовищі.

## Наукова діяльність
Вивчав пам'ятки мистецтва та архітектури Лівобережної України. Вніс вагомий вклад у дослідження та вдосконалення техніки обмірів українського монументального дерев'яного зодчества, теоретичних питань історії українського мистецтва, становлення пам'яткоохоронної справи в Україні. Уперше в українському мистецтвознавстві поставив проблему комплексного підходу до вивчення явищ української культури, привернув увагу до наукового дослідження народної писанки. Автор праць:
- «Пам'ятки українського мистецтва» (1921—1923);
- «Матеріали до історії українського мистецтва» (1922);
- «Старі хати Харкова» (1922);
- «Пам'ятки мистецтва старої Слобожанщини» (1922);
- «Покровський собор у Харкові» (1925);
- «Мистецтво Слобожанщини XVII—XVIII століть» (1928);
- «Лизогубівська кам'яниця у Седневі» (1932);
- «П. Д. Мартинович» (1958);
- «Шевченко художник» (1961);
- «Монументальна дерев'яна архітектура Лівобережної України» (1976).

Автор статей про творчість Василя Кричевського, Олени Кульчицької, Стефанії Гебус-Баранецької, про українські писанки, народні меблі і килими, народну архітектуру, книжкову графіку. Брав участь у виданні «Історії українського мистецтва» (розділ «Килими», том 3, 1968).
У картотеці науковця було понад 5 тисяч фотографій. Цей архів світлин зберігається у Інституті рукопису Національної бібліотеки України імені Вернадського, у особовому фонді № 278. Його колекція креслеників та фотографій послугувала основою для видання серії альбомів, присвячених українській культурі, серед яких зокрема:
- «Іконостаси Слобідської України»;
- «Українські народні меблі»;
- «Костьоли України»;
- «Пам'ятки архітектури Подільської губернії»[4].

## Вшанування пам'яті
16 лютого 2016 року колишню вулицю Дзержинського в Деснянському районі Києва перейменовано на вулицю Стефана Таранушенка.
1 липня 2020 року у Харкові, на буднику за адресою вулиця Мироносицька № 76, в якому з 1920 по 1933 рік мешкав науковець, було встановлено меморіальну дошку. Скульптор Олександр Демченко. Ініціювали встановлення «Об'єднання організацій роботодавців Харківщини», Андрій Парамонов та Олександр Савчук.